# پی‌یر وبر
پی‌یر وبر (فرانسوی: Pierre Veber‎؛ ‏ ۱۵ مهٔ ۱۸۶۹ – ۲۰ اوت ۱۹۴۲) نمایشنامه‌نویس اهل فرانسه بود.
از فیلم‌هایی که وی در آن‌ها نقش داشته است، می‌توان به پسری از آمریکا اشاره نمود.
وی همچنین برندهٔ جوایزی همچون لژیون دونور شده‌است.